# Lauritz Melchior

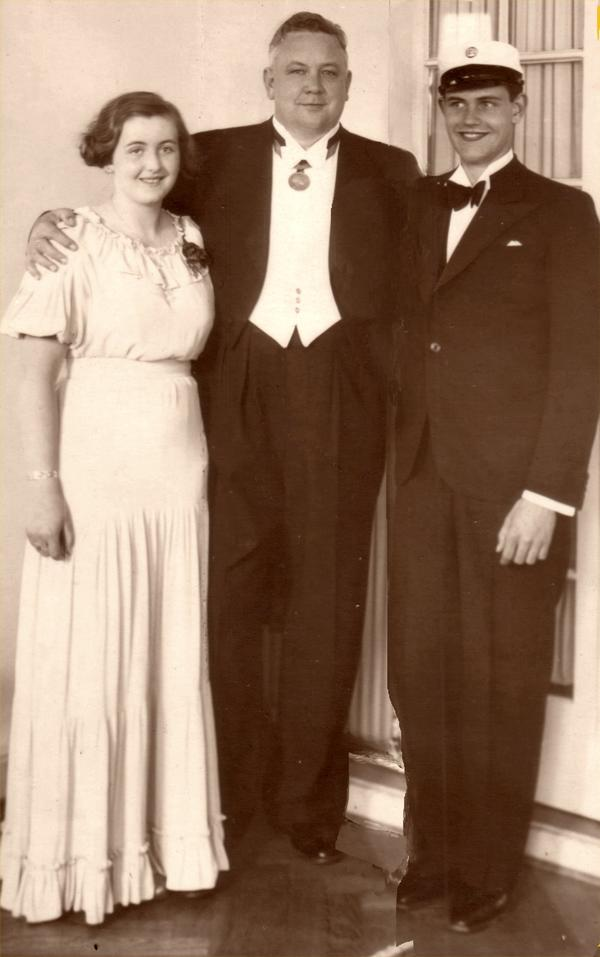
Lauritz Melchior med sina barn

Lauritz Lebrecht Hommel Melchior, född 20 mars 1890 i Köpenhamn, död 19 mars 1973 i Santa Monica, Kalifornien, var en dansk hjältetenor och skådespelare.

## Biografi
Melchior debuterade som baryton i Köpenhamn med Silvio i Pajazzo. Efter ett antal års anställning som ensemblemedlem vid Det Kongelige Teater där han framförallt sjöng stöttande roller lade han om sin röst till hjältetenor. I detta fack debuterade han vid denna scen som Tannhäuser den 8 oktober 1918. Hans specialitet blev dessa Wagnerroller som förutom Tannhäuser även inkluderade Lohengrin, Siegmund och Siegfried i Nibelungens ring, titelrollen i Parsifal och Tristan i Tristan och Isolde. 
Melchior debuterade vid Royal Opera House i London 1924 i Valkyrian, där han blev en stadigvarande gäst fram till 1939. Vid Bayreuth sjöng han samtliga säsonger mellan 1924 och 1931. Under en period var han även anställd vid statsoperan i Hamburg, men det var vid Metropolitan i New York majoriteten av hans framträdanden ägde rum. Mellan åren 1926 och 1950 när han hade huset som artistisk bas medverkade han i 519 föreställningar. Andra hus Melchior ofta återkom till var Teatro Colón i Buenos Aires samt operahusen i San Francisco och Chicago.
1946 blev Melchior amerikansk medborgare. Han försökte sig sedan på en andra karriär som skådespelare, då han medverkade i fem Hollywoodfilmer och uppträdde i mer lättsamma sammanhang i amerikansk radio.

## Operaroller som tenor
- Tannhäuser, 1918–1948
- Othello, 1928–1939
- Valkyrian, 1924–1949
- Siegfried, 1925–1948
- Ragnarök, 1927–1948
- Pajazzo, 1919–1930
- Cavalleria Rusticana, 1924–1927
- Profeten, 1928–1930
- Fidelio, 1933–1943
- Aida, 1928–1930
- Samson et Delia, 1919–1920
- Tristan och Isolde, 1929–1950
- Lohengrin, 1928–1950
- Parsifal, 1924–1948

## Filmografi
- All time of Keeps (1942)
- Badflickan (1945)
- Two sisters from Boston (1946)
- Älskling på vågen (1947)
- Luxury Liner (1948)
- The stars are singing (1953)
- Många "sketcher" i TV, under 1940- och 1950-talet, vissa har givits ut, och ibland finns det någon sång eller aria med.

## På CD
- Lauritz Melchior, In Concert 1944-49
- Lauritz Melchior, Anthonology, vol. 1 (1913-21)
- Lauritz Melchior, Anthonology, vol. 2 (1923-26)
- Lauritz Melchior, Anthonology, vol. 3 (1926-32)
- Lauritz Melchior, Anthonology, vol. 4 [Valkyrian-utdrag från åren 1935-38]
- Lauritz Melchior, Anthonology, vol. 5 [Siegfried-utdrag från åren 1927-32 + 70-årsdagsfirande Valkyrian, akt I, 1960]

## Utmärkelser
- Dannebrogsmännens hederstecken,  1933[1]
- Ingenio et arti,  1936[1]
- Kommendör av Dannebrogorden,  1945[1]
- Stjärna på Hollywood Walk of Fame,  8 februari 1960[9]
- Förbundsrepubliken Tysklands förtjänstorden - stora kommendörskorset

[Redigera Wikidata]